# Liljeblå

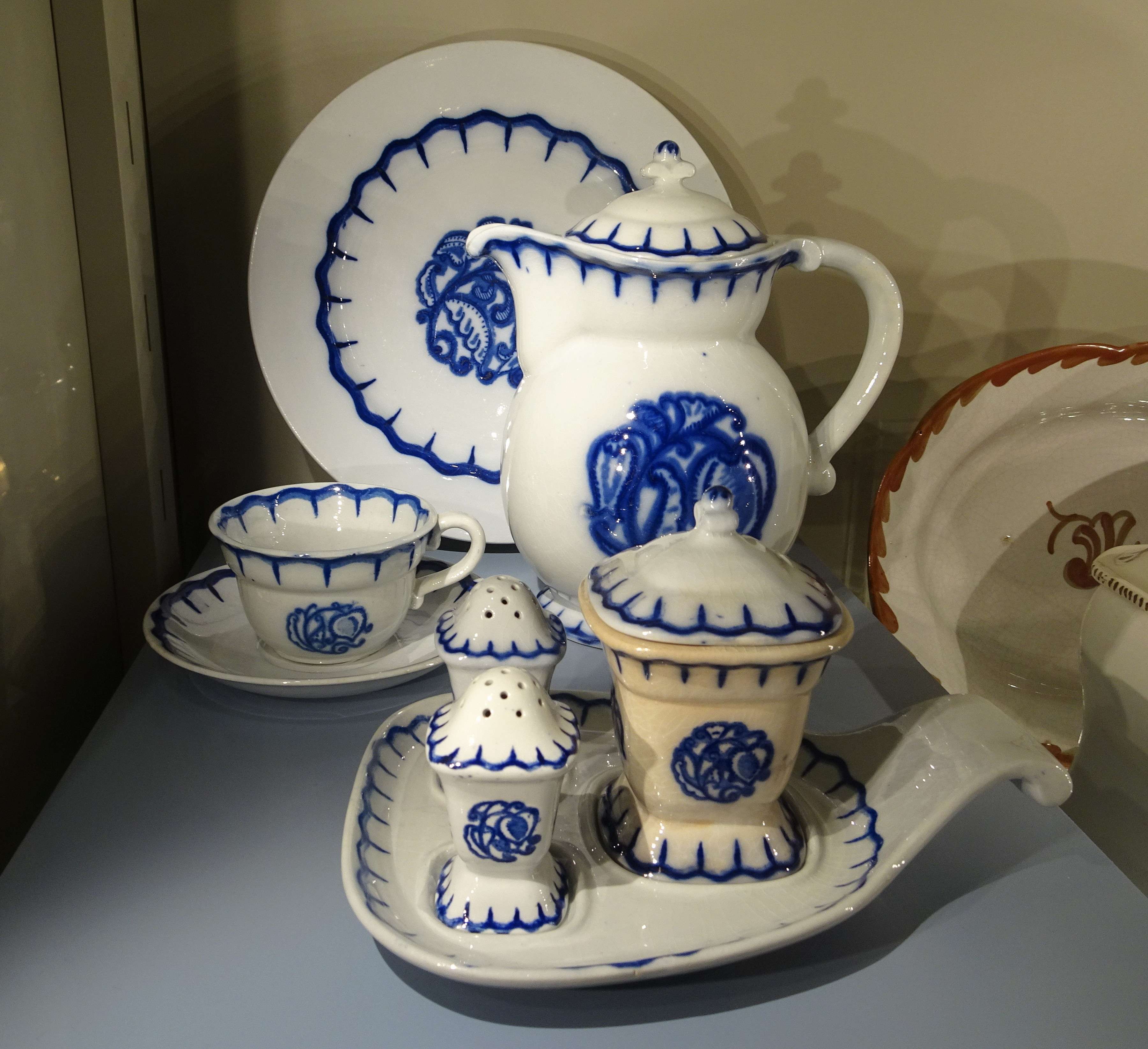
Arbetarservisen "Liljeblå" på Nationalmuseum, Stockholm.

Liljeblå, även kallad Arbetarservisen, var en vardagsservis som formgavs 1917 av Wilhelm Kåge och producerades av Gustavsbergs porslinfabrik.
Servisen Liljeblå presenterades på Hemutställningen 1917 i Liljevalchs konsthall på Djurgården. Det var första gången konstnärer och industrier samverkade för att skapa vackra men ändå praktiska heminredningar, som skulle vara prisvänliga för arbetare och deras familjer. Utställningen arrangerades av Svenska Slöjdföreningen (numera Svensk Form).
Till utställningen hade Kåge skapat både utställningsaffischen och vardagsservisen Liljeblå i ljus, blågrå fajans. Dekoren Liljeblå var en kombination av "Liljevalch" och "blå". 
Själva servisen som även trycktes med andra dekorer hade skapats av Wilhelm Kåge en tid innan och kallades KG. Den kom av Kåge, troligen med inspiration av Carl Westmans "arbetarmöbel", att kallas "arbetarservisen". Delar av servisen utgick från befintliga delar medan andra nyskapades av Kåge. Inspirationen kom från europeiska 1700-talsfajanser; soppterrinen var snarast en kopia av en 1700-talsmodell. Även Liljeblås dekor i flytande blått var tydligt inspirerad av 1700-talets fajanser. Dekoren var tryckt men med ett dubbeltryck i två blåa nyanser som skulle ge illussion av att dekoren var handmålad.
Den var tänkt som en billig, vacker och enkel servis för arbetarklassen. Emellertid introducerades den mitt under första världskrigets nödår, då stor fattigdom och bostadsbrist rådde (se nödbostäder i Stockholm), och för arbetarklassen blev servisen för dyr. Istället blev "Liljeblå" och andra "vardagsvaror" från Hemutställningen ett nytt mode för en formmedveten medelklass.
Gustavsberg lade ned stora resurser på att marknadsföra servisen, och det gjorde att denna servis fick mycket mer uppmärsamhet än till exempel det vid samma utställning av Edgar Böckman formgivna godset från Höganäsbolaget. Liljeblå liksom dekoren Blå Ros, även den på KG-servisen kom ut på marknaden våren 1918. Till hösten 1918 lanserades ytterligare två dekorer på samma servis, Mirza och Apollo. Båda dessa togs dock snart ur produktion. Trots att Liljeblå redan efter några år fick sjunkande föräljningssiffror hölls produktionen igång till 1936, med kompletteringsmöjligheter fram till 1939.
Efter sin medverkan på Liljevalchs engagerades Wilhelm Kåge av Gustavsbergs porslinfabrik, där han blev konstnärlig ledare. Tretton år senare skulle han lansera sin vardagsservis Pyro, som blev en stor framgång och producerades fram till 1955. Därefter har "Liljeblå" varit representerad i Nationalmuseums permanenta utställning "Den moderna formen 1900–2000".